# Parroquia de Saint Andrew (Granada)
Saint Andrew o  Saint Andrew Parish es la parroquia más grande de Granada. La ciudad principal es Grenville que es también la segunda ciudad en importancia en el país después de Saint George's.
- Datos: Q977183
- Multimedia: Saint Andrew Parish, Grenada / Q977183